# Rio Mororó
O Rio Mororó é um rio brasileiro localizado no município de Jaru, Rondônia, com uma área de 30,7963 km². É o principal afluente do Rio Jaru. Em (13/08/2019),Uma audiência pública foi realizada para discutir sobre uma degradação Do Rio Mororó, Após saber do ocorrido, A prefeitura recebeu o documento com medidas para revitalização do rio no perímetro urbano.
(09/07/2020) A prefeitura de Jaru, seguindo o cronograma de reconstrução da malha viária do município, iniciou na terça-feira (07), a pavimentação asfáltica na galeria sobre a Ponte do Rio Mororó, entre as ruas Minas Gerais, Princesa Isabel, Monteiro Lobato e Castro Alves no setor 06.
A obra atende os anseios dos moradores da região, que por vários anos, sofreram com a pista escorregadia no período chuvoso, e com a poeira durante o verão amazônico.
Foram vários os registros de acidentes no local, por conta da condição da rua.
Para garantir a qualidade do serviço, a prefeitura realizou a adequação do trecho, com a limpeza de bueiros, construção de rede de drenagem pluvial e alargamento da via.
E agora trabalha na pavimentação asfáltica.
A obra também prevê a construção de passarela para pedestres, rotatórias e agulhas.